# Enfo
Enfo är ett nordiskt IT-tjänsteföretag som erbjuder lösningar för affärsverksamheter och förvaltning av IT-tjänster. Verksamhet finns i Finland och i Sverige. Koncernen har cirka 800 anställda och omsatte 98,7 miljoner euro 2023. Grunden till företaget lades 1964 i och med bildandet av Tietosavo Oy som år 2001 ändrade namn till Enfo Oyj.
Enfo Oy har två verksamheter, Enfos IT-tjänsteverksamhet och dess dotterbolag Epical. Enfos IT-tjänsteverksamhet omfattar plattformstjänster såsom molntjänster och datacenter, slutanvändartjänster och affärsstödjande tjänster. Epicals tjänster är relaterade till data, analys, integrationer, digital identitetshantering, digitala tjänster och produkter samt affärsapplikationer.